# Gallinchen
Gallinchen, niedersorbisch Gołynk, ist ein Ortsteil der kreisfreien Stadt Cottbus in Brandenburg. Bis zur Eingemeindung nach Cottbus am 26. Oktober 2003 lag Gallinchen als eigenständige Gemeinde im Landkreis Spree-Neiße.

## Lage

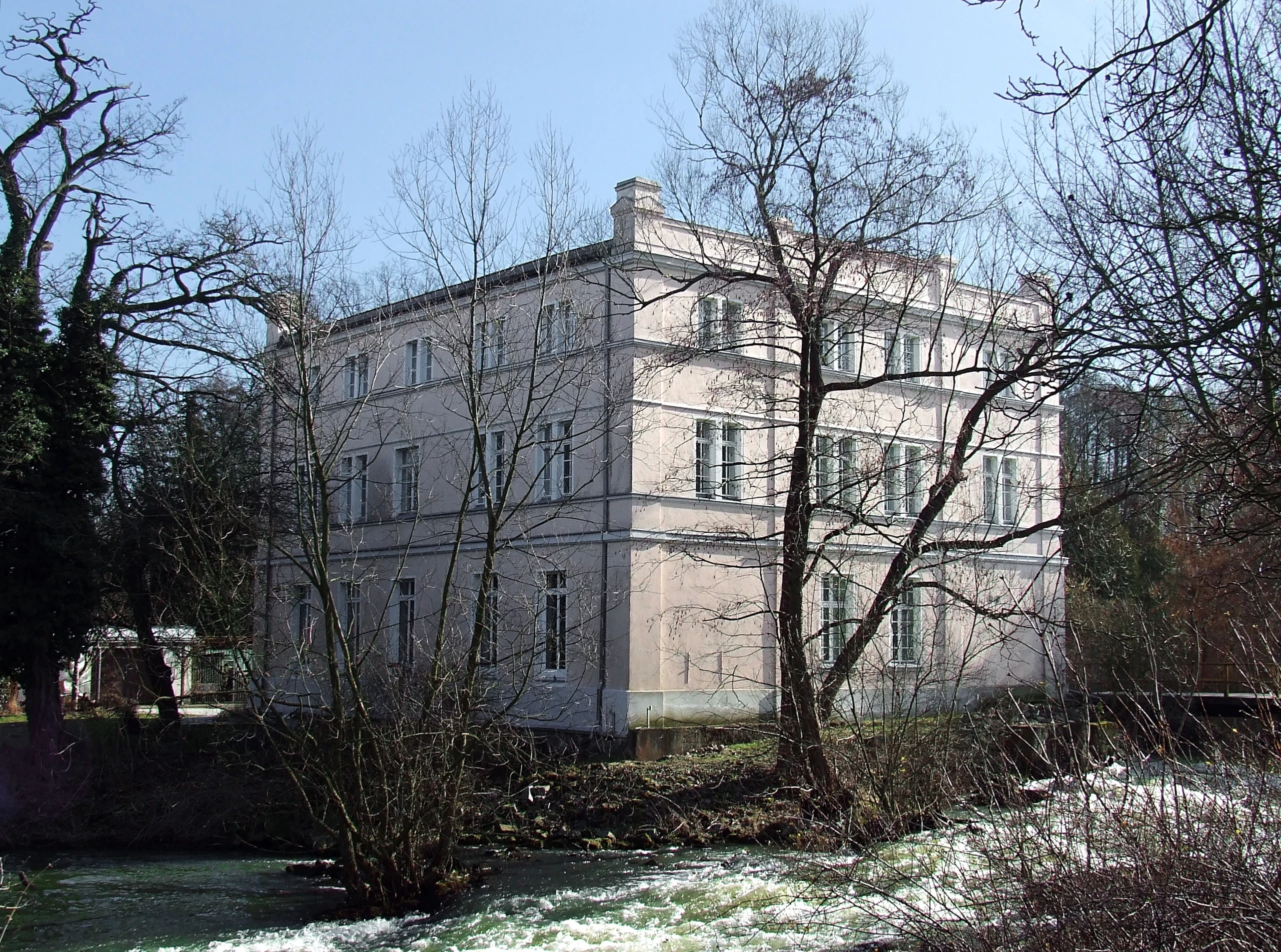
Kutzeburger Mühle 2.

Gallinchen ist der südlichste Ortsteil der Stadt Cottbus in der Niederlausitz. Benachbarte Stadtteile und Ortschaften sind Madlow im Norden, Kiekebusch im Osten, der zur Gemeinde Neuhausen/Spree gehörenden Ortsteil Frauendorf im Südosten, der zu Drebkau gehörende Ortsteil Groß Oßnig im Süden, Groß Gaglow im Westen sowie Sachsendorf im Nordwesten. Zu Gallinchen gehört der Wohnplatz Kutzeburger Mühle, die Mühle wurde allerdings 1975 abgerissen.
Durch die Gemarkung von Gallinchen verlaufen die Bundesstraße 97 von Dresden nach Schenkendöbern sowie die Bundesautobahn 15 von Lübbenau/Spreewald zur polnischen Grenze. Die Anschlussstelle Cottbus-Süd liegt teilweise in der Gemarkung. Östlich grenzt die Gemarkung Gallinchens an die Spree.

## Geschichte
Gallinchen wurde im Jahr 1421 erstmals urkundlich erwähnt, wurde aber bereits früher besiedelt, was Scherbenfunde südlich des heutigen Ortsgebietes belegen. Der Ortsname ist auf das Wort golyn zurückzuführen und bedeutet Dorf in der Heide. Der Ort war von 1574 bis um das Jahr 1700 in Besitz des Amtshauptmannes von Mandelsloh. Die Bevölkerung von Gallinchen lebte vor allem von der Viehzucht und vom Fischfang, vor allem die Karpfenzucht hatte eine große Bedeutung. Eine Fischwirtschaft wird bereits 1470 in einem Lehnbrief des Markgrafen von Brandenburg erwähnt.
Der Ort war nach Groß Gaglow gepfarrt und die Kinder wurden nach sächsischem Schulrecht unterrichtet. Zwischen 1748 und 1825 gehörte Gallinchen der Familie von Pückler, allerdings musste Fürst Hermann von Pückler-Muskau den Ort wegen Verschuldungen verkaufen. In der Topographisch-statistischen Übersicht des Regierungsbezirks Frankfurt a. d. O. aus dem Jahr 1844 sind für das entsprechende Jahre 231 Einwohner verzeichnet. 1867 hatte Gallinchen 221 Einwohner. Es gab eine Wollspinnerei, eine Chausseegeldhebestelle und eine Schäferei. In den Jahren 1857, 1870, 1892 und 1898 brannten jeweils Teile des Dorfkerns ab. Am 1. Dezember 1895 hatte die Landgemeinde Gallinchen 387 und der Gutsbezirk 82 Einwohner. Gegen Ende des 19. Jahrhunderts wurde der Gutsbezirk Gallinchen aufgelöst und das Gutsland parzelliert, nachdem sich der Betrieb nicht mehr gelohnt hatte.
Ab den 1930er-Jahren stieg die Einwohnerzahl Gallinchens aufgrund der Nähe zu Cottbus, der günstigen Verkehrsanbindung und der örtlichen Industrie stark an. Am 15. Februar 1944 wurde Gallinchen bei den Bombenangriffen auf Cottbus stark beschädigt, wobei mehrere Einwohner starben. Nach dem Kriegsende wurde Gallinchen wiedererrichtet. Während zu DDR-Zeiten ein Großteil der Bevölkerung in Cottbus arbeitete, wurden nach der Wende neue Arbeitsplätze in Gewerbegebieten in der Umgebung von Gallinchen geschaffen, was die zuletzt zurückgegangenen Einwohnerzahlen wieder ansteigen ließ.
Gallinchen lag seit jeher im Königreich Preußen. Dort lag der Ort im Landkreis Cottbus und ab dem 25. Juli 1952 im neu gegründeten Kreis Cottbus-Land im Bezirk Cottbus. Nach der Kreisreform in Brandenburg am 6. Dezember 1993 kam Gallinchen zum neu gebildeten Landkreis Spree-Neiße und bildete zusammen mit 17 weiteren Gemeinden das Amt Neuhausen/Spree. Trotz zahlreicher Proteste der Bewohner wurde Gallinchen am 26. Oktober 2003 mit den bis dahin ebenfalls eigenständigen Gemeinden Groß Gaglow und Kiekebusch nach Cottbus eingemeindet.

## Bevölkerungsentwicklung
| 1875 | 297 | 1939 | 1.120 | 1981 | 926   |
| 1890 | 448 | 1946 | 1.111 | 1985 | 877   |
| 1910 | 599 | 1950 | 1.138 | 1989 | 925   |
| 1925 | 603 | 1964 | 1.100 | 1995 | 1.147 |
| 1933 | 819 | 1971 | 1.052 | 2002 | 2.563 |

Für seine Statistik über die sorbische Bevölkerung in der Lausitz ermittelte Arnošt Muka in den achtziger Jahren des 19. Jahrhunderts für Gallinchen eine Bevölkerungszahl von 375 Einwohnern, von denen alle Sorben waren. Seinen Angaben zufolge wurde in Gallinchen noch mit allen Kindern Sorbisch (Wendisch) gesprochen. Die Pfarrgemeinde Groß Gaglow hatte bis 1882 einen sorbischsprachigen Pfarrer. In der ersten Hälfte des 20. Jahrhunderts erfolgte der Sprachwechsel zum Deutschen. So zählte Ernst Tschernik im Jahr 1956 einen sorbischsprachigen Bevölkerungsanteil von nur noch 0,2 %.

## Persönlichkeiten
- Achim Mentzel (1946–2016), Musiker und Fernsehmoderator, lebte in Gallinchen

## Nachweise
1. ↑  Einwohner nach Ortsteilen. In: cottbus.de. Stadtverwaltung Cottbus – Fachbereich Bürgerservice, 31. Mai 2022, abgerufen am 15. Juli 2022.
2. ↑  Geschichte des Ortswappens. In: stadtteilmuseumgallinchen.de. Abgerufen am 9. April 2017.
3. 1 2 3 4  Geschichte des Ortes (Gallinchen). In: stadtteilmuseumgallinchen.de. Abgerufen am 9. April 2017.
4. 1 2  Topographisch-statistische Übersicht des Regierungsbezirks Frankfurt a. d. O. 1844, S. 40 (bsb-muenchen.de).
5. ↑  Statistisches Bureau der Königlichen Regierung zu Frankfurt a. O.: Topographisch-statistisches Handbuch des Regierungs-Bezirks Frankfurt a. O. Verlag von Gustav Harnecker u. Co., Frankfurt a. d. O. 1867, Online bei Google Books, S. 41
6. ↑  Königliches Statistisches Bureau: Gemeindelexikon des Königreiches Preußen. Teil III: Stadtkreis Berlin und Provinz Brandenburg. Berlin 1898, S. 266 und 270 (Online).
7. ↑  Gallinchen im Geschichtlichen Ortsverzeichnis. Abgerufen am 9. April 2017.
8. ↑  Historisches Gemeindeverzeichnis des Landes Brandenburg 1875 bis 2005. (PDF; 331 kB) Kreisfreie Städte Brandenburg an der Havel, Cottbus, Frankfurt (Oder) und Potsdam. Landesbetrieb für Datenverarbeitung und Statistik Land Brandenburg, Dezember 2006, abgerufen am 9. April 2017.
9. ↑  Arnošt Muka: Statistika łužiskich Serbow. Wobličenje a wopisanje., Budyšin 1884–1886, S. 127, Online (hier S. 138)
10. ↑  Ludwig Elle: Sprachenpolitik in der Lausitz. Domowina-Verlag, Bautzen 1995.